# Via Maurizio Bufalini
Via Maurizio Bufalini si trova a Firenze. È dedicato al medico di Cesena, tra i più insigni clinici del XIX secolo, che fu Senatore a Firenze nel 1860.

## Storia e descrizione
Anticamente si chiamava via Santo Gilio ("Sant'Egidio", dalla chiesa), poi via dei Cresci, perché questa famiglia vi aveva un palazzo e correva lungo la seconda cerchia di mura, poco lontano dalla Porta di Balla (presso l'odierna via dei Servi). L'intitolazione attuale risale al 1875.
Nel XV secolo, la parte a nord di questa via era occupata da un cimitero annesso all'Ospedale di Santa Maria Nuova. Il cimitero era circondato da porticati, le cui pareti erano ricoperte di ossa di morti e da iscrizioni intonate all'ambiente. La parete di fronte all'ingresso, fu affrescata da Fra Bartolomeo e da Mariotto Albertinelli, con un Giudizio Universale che oggi si trova nel Museo Nazionale di San Marco. Si dice che Raffaello s'ispirasse a questo affresco nel disegnare la sua Disputa del Santissimo Sacramento in Vaticano.
In questo cimitero di via Bufalini si sotterravano anche i cittadini di ogni parte della città, non solo i morti nell'ospedale, poiché chi era sepolto qui usufruiva delle indulgenze di Papa Martino V.
Oggi è occupata su quasi tutto il lato nord dalla sede storica della Cassa di Risparmio di Firenze, realizzata da Giovanni Michelucci tra il 1953 e il 1957. Inglobò una parte di un palazzo dei Pucci. All'angolo con via dei Servi si trova Palazzo Pasqui, davanti a Palazzo Pucci.
Sul lato sud si trova al numero 7 il Palazzo Compagni, già casa dei Cresci, dove vissero nel XVIII secolo i discendenti di Dino Compagni. In questa via si trovava al numero 9 anche il Teatro Nuovo, costruito nel 1779 su disegno del Mannaioni, per conto dell'Accademia degli Intrepidi: caratterizzato da una cattiva acustica, venne disertato e poco tempo dopo chiuso.
In fondo alla strada si trova il fianco della chiesa di San Michelino Visdomini.

## Altre immagini

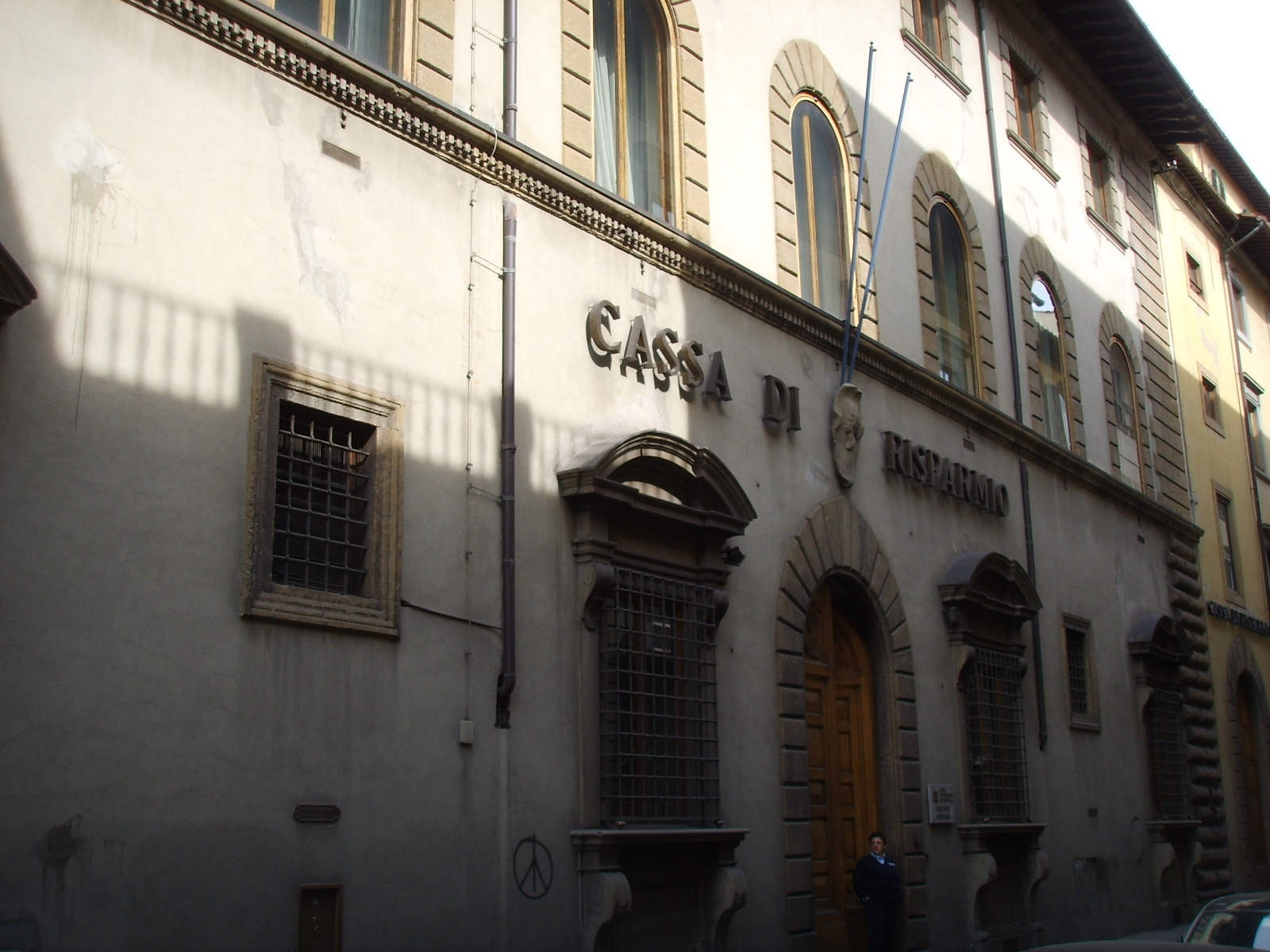
La Sede storica della CR di Firenze
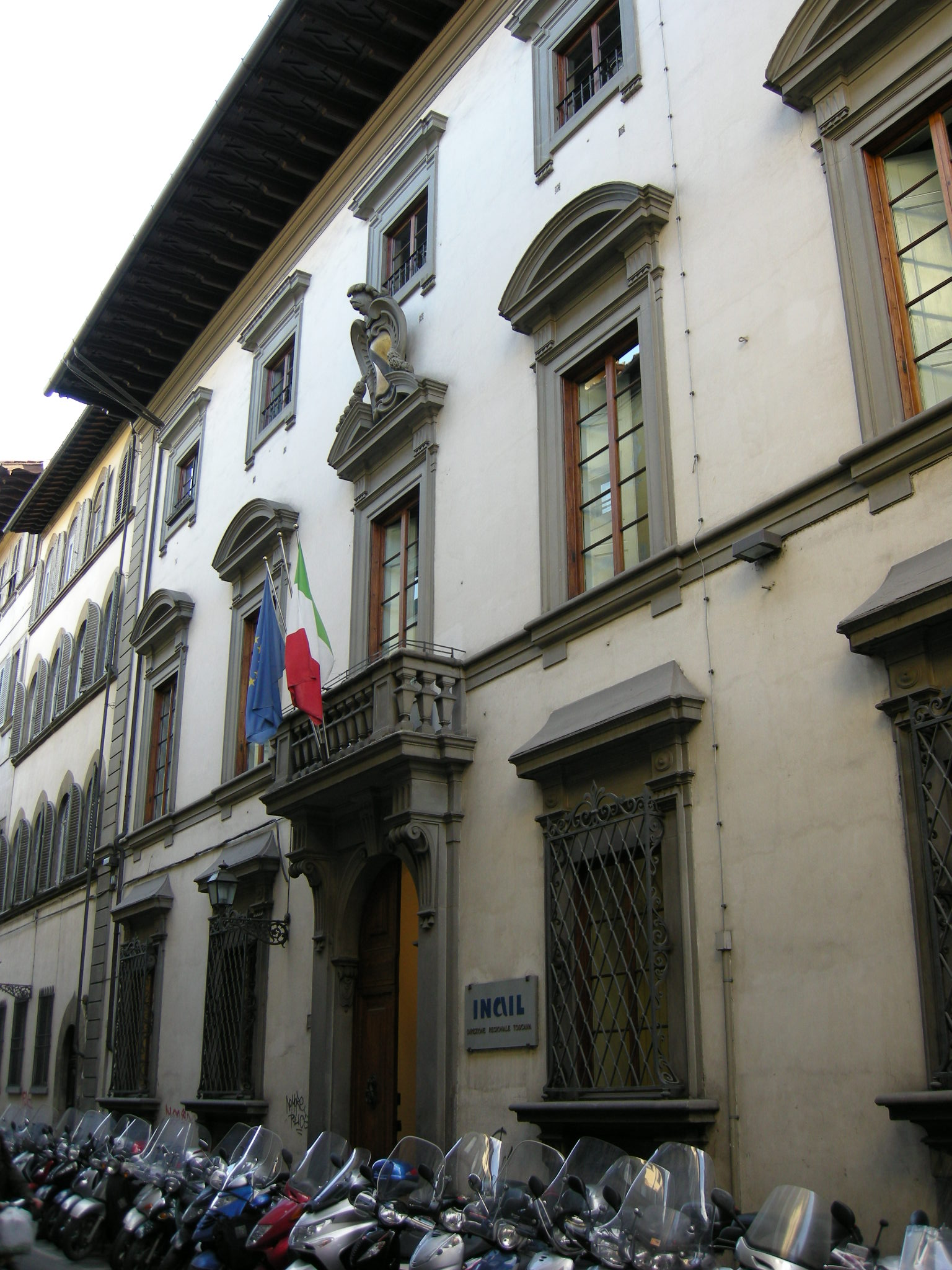
Palazzo Compagni
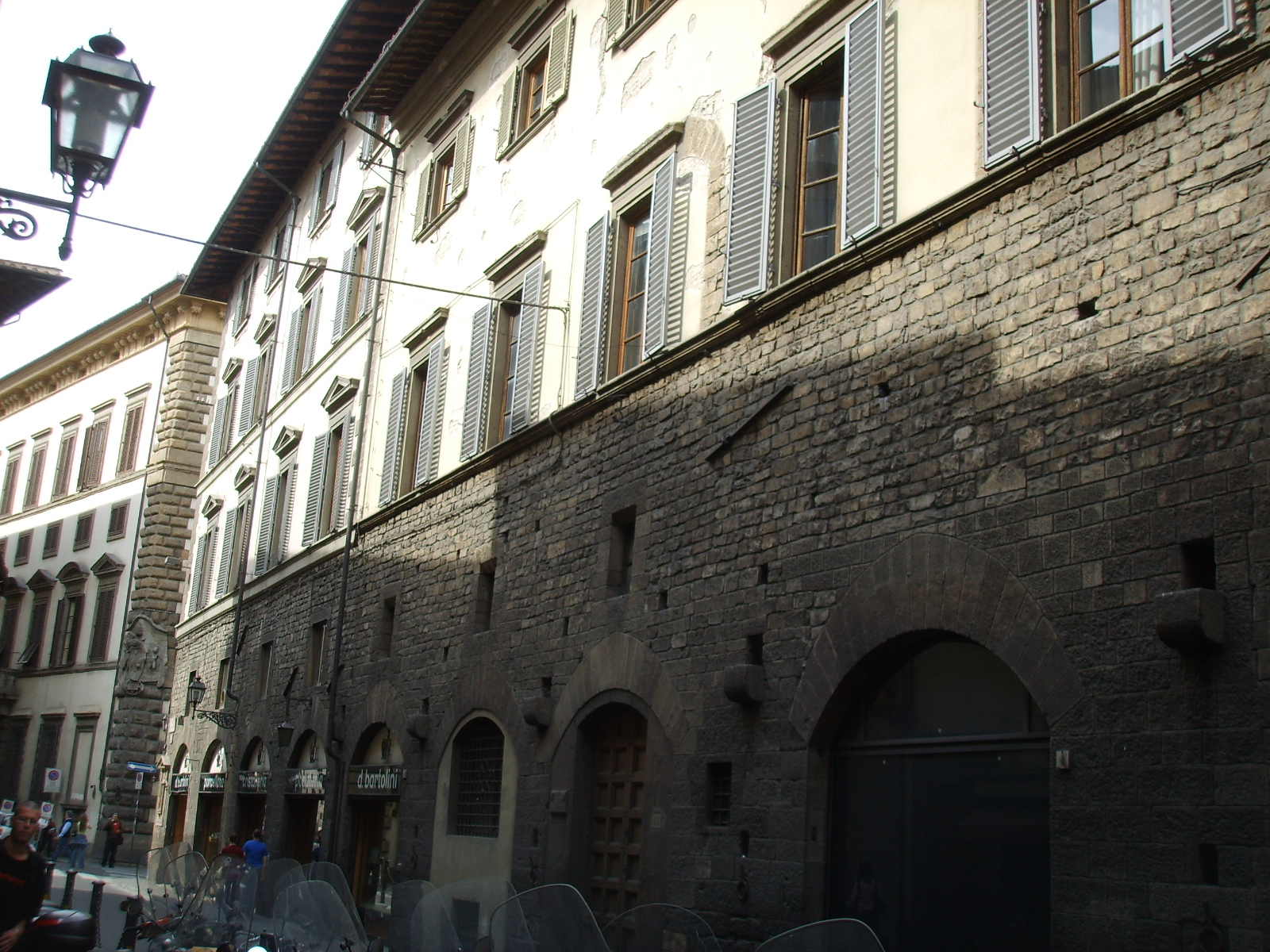
Palazzo Pasqui